# Соња Колачарић
Соња Колачарић (Лазаревац, 4. мај 1980) српска је глумица.

## Каријера
Студирала је глуму на Факултету драмских уметности, а након што га је завршила, кренула је да глуми у позоришту и на филму.
Први филмску улогу остварила је 1999. године у филму Бело одело, у коме је била у улози проститутке. Неке од својих најпознатијих улога остварила потом је у филмовима Небеска удица (као Сека) и Чарлстон за Огњенку (као Огњенка). Године 2002. у филму Мртав ’ладан добила је улогу Маје. Исте године играла је једну од главних улога у филму Један на један, као Соња.
Глумила је и у телевизијским серијама. Године 2008. је у Последњој аудијенцији тумачила улогу Артемизе Христић. Наредне године је била запажена у улози Милице, главне јунакиње серије Оно као љубав.

## Приватни живот
Од 2008. године у браку је са Андрејом Иваничевићем, директором дизајн студија Старт арт. Године 2011. добили су дете, те се тада Соња на неко време повукла из глуме. Имају два сина. Брак је разведен 2022. године.

## Улоге

### Филмографија
| Год.       | Назив                    | Улога                | Напомена                |
| ---------- | ------------------------ | -------------------- | ----------------------- |
| 1990-е     |                          |                      |                         |
| 1999.      | Бело одело               | најмлађа проститутка |                         |
| 2000-е     |                          |                      |                         |
| 2000.      | Небеска удица            | Сека                 |                         |
| 2000.      | Србокап                  |                      | кратки филм             |
| 2002.      | Мртав ’ладан             | Маја                 |                         |
| 2002.      | Један на један           | Соња                 |                         |
| 2002.      | Запечен                  |                      | кратки филм             |
| 2003.      |                          |                      | кратки филм             |
| 2004.      | Слатки мирис нафталина   |                      | кратки филм             |
| 2006.      | Снајпер                  | Ана                  | кратки филм             |
| 2008.      | Чарлстон за Огњенку      | Огњенка              |                         |
| 2008.      | Последња аудијенција     | Артемиза Христић     | ТВ серија, 1 еп.        |
| 2009.      | Хитна помоћ              | Нада                 |                         |
| 2009.      | Оно као љубав            | Милица               | ТВ серија, главна улога |
| 2009.      | Залазак сунца са крова   |                      | кратки филм             |
| 2010-е     |                          |                      |                         |
| 2015.      | Андрија и Анђелка        | Сузана               | ТВ серија, 1 еп.        |
| 2016.      | Победник остаје победник | Победа               | кратки филм             |
| 2016.      | Оно мало части           | новинарка            |                         |
| 2017.      | Фебруар                  | комшиница            | кратки филм             |
| 2019.      | Из љубави                | Маријана             |                         |
| 2019.      | Четири руже              | Лаура                |                         |
| 2019—2020. | Државни службеник        | Милица Вранеш        | ТВ серија, 18 еп.       |
| 2020-е     |                          |                      |                         |
| 2020.      | Тате                     | Јасна Матавуљ        | ТВ серија               |
| 2020.      | Жив човек                |                      |                         |
| 2020.      | Плутати                  | Мина                 | кратки филм             |
| 2021.      | Једини излаз             | Милица Драгин        |                         |
| 2021.      | Једини излаз             | Милица Драгин        | ТВ серија, 5 еп.        |
| 2021.      | Време зла                | Моник                | ТВ серија, 2 еп.        |
| 2021.      | Нечиста крв              | старија Стојна       | ТВ серија, 2 еп.        |
| 2022.      | Чувам те                 | мајка                | кратки филм             |
| 2022.      | Кључ                     | професорка           |                         |
| 2022.      | Мочвара                  | Марија Гарчевић      | ТВ серија, 9 еп.        |
| 2023.      | Уста пуна земље          | болничарка           |                         |
| 2025.      | Ни у сну                 | болничарка           |                         |
| 2025.      | Биће нових лета (филм)   | Кристина Петровић    |                         |
| 2026.      | Окамова оштрица (серија) |                      |                         |

### Позоришне представе
| Представа                   | Улога                                    | Режија                 | Позориште                       | Премијера           |
| --------------------------- | ---------------------------------------- | ---------------------- | ------------------------------- | ------------------- |
| Српска драма                | Девојка                                  | Мирослав Алексић       | Позориште „Душко Радовић”       | 15. мај 1999.       |
| Хајдуци                     | Ленка                                    | Јовица Павић           | Позориште „Душко Радовић”       | 23. октобар 1999.   |
| Буба                        | Сестра                                   | Егон Савин             | Звездара театар                 | 17. јануар 2001.    |
| Живот из почетка            | Царица                                   | Стефан Саблић          | Култ театар                     | 6. мај 2001.        |
| Бура                        | Миранда                                  | Слободан Унковски      | Град театар                     | 10. август 2001.    |
| Велика драма                | Марија Хелга Хофман                      | Синиша Ковачевић       | Народно позориште у Београду    | 22. фебруар 2002.   |
| Два витеза из Вероне        | Јулија (представа је обновљена 2006)     | Горан Шушљик           | Позориште „Бошко Буха”          | 12. мај 2002.       |
| Фауст I                     | Други арханђео, Маргарета 2              | Мира Ерцег             | Народно позориште у Београду    | 2. децембар 2002.   |
| Фауст II                    |                                          | Мира Ерцег             | Народно позориште у Београду    | 9. јануар 2003.     |
| Вишњик                      | Ања                                      | Александар Поповски    | Народно позориште у Београду    | 13. март 2003.      |
| Италијанска ноћ             | Ана                                      | Паоло Мађели           | Југословенско драмско позориште | 27. новембар 2004.  |
| Брод за лутке               | Марица (алтернација Тијани Младеновић)   | Слободан Унковски      | Југословенско драмско позориште | 5. јун 2006.        |
| Неке девојке                | Боби                                     | Горчин Стојановић      | Београдско драмско позориште    | 13. децембар 2006.  |
| На дну                      | Настја                                   | Паоло Мађели           | Југословенско драмско позориште | 3. март 2007.       |
| Јадници                     | Козета                                   | Небојша Брадић         | Опера и театар Мадленијанум     | 18. октобар 2007.   |
| Невиност                    | Апсолутна                                | Дејан Мијач            | Атеље 212                       | 22. мај 2008.       |
| Маратонци трче почасни круг | Кристина (од 2011)                       | Кокан Младеновић       | Позориште на Теразијама         | 25. мај 2008.       |
| Како вам драго              | Селија                                   | Слободан Унковски      | Југословенско драмско позориште | 20. новембар 2009.  |
| Живот у тесним ципелама     | Менаџерка и водитељка                    | Душан Ковачевић        | Звездара театар                 | 11. март 2011.      |
| Зли дуси                    | Лизавета Николајевна (од сезоне 2012/13) | Татјана Мандић Ригонат | Народно позориште у Београду    | 22. новембар 2011.  |
| На дну                      | Василиса Карповна                        | Ана Ђорђевић           | Народно позориште у Београду    | 3. октобар 2015.    |
| Илузије                     | Прва жена                                | Татјана Мандић Ригонат | Театар Вук                      | 17. март 2017.      |
| Кос                         | Уна                                      | Мики Манојловић        | Радионица Интеграције           | 8. јун 2017.        |
| Урнебесна трагедија         | Ружа                                     | Марко Манојловић       | Атеље 212                       | 9. новембар 2017.   |
| Васа Железнова и други      | Наталија Сергејевна                      | Златко Свибен          | Народно позориште у Београду    | 9. септембар 2020.  |
| Вуци и овце                 | Глафира Алексејевна                      | Егон Савин             | Народно позориште у Београду    | 25. септембар 2021. |
| Године врана                | Љубинка Рајић                            | Синиша Ковачевић       | Народно позориште у Београду    | 12. март 2022.      |

## Додатни извори
- Ђурђевић, Гордана (3. 11. 2021). „Соња Колачарић”. Радио-телевизија Србије. Приступљено 22. 3. 2022.
- „Sonja Kolačarić: Likovi u "Močvari" su slojeviti i trebalo je ući u njihov intimni svet, oživeti ih na najbolji način”. Танјуг. Euronews. 11. 3. 2022. Приступљено 22. 3. 2022.
- „Sonja Kolačarić: Volim da delim kadar sa devojkama”. 24sedam.rs. 13. 3. 2022. Приступљено 22. 3. 2022.
- Бањанин, Јелена (19. 3. 2022). „Нисам више као фурија: Соња Колачарић о "Мочвари", "Нечистој крви" и "Времену зла", уметности, Николи Тесли, великим романима Добрице Ћосића”. Вечерње новости. Приступљено 22. 3. 2022.